# Paroplapoderus angulipennis
Paroplapoderus angulipennis is een keversoort uit de familie bladrolkevers (Attelabidae). De wetenschappelijke naam van de soort werd in 1886 gepubliceerd door Hermann Julius Kolbe.